# Irena Janosz-Biskupowa
Irena Janosz-Biskupowa (ur. 1 lutego 1925 w Wilnie, zm. 10 listopada 2011 w Toruniu) – polska historyk, specjalizująca się w archiwistyce oraz historii Pomorza.
W latach 1937–1939 uczęszczała do Państwowego Gimnazjum im. Czartoryskiego w Wilnie. W tym mieście przebywała w czasie II wojny światowej, pracując fizycznie. Maturę zdała na tajnych kompletach w 1944 roku. Po wojnie w wyniku przymusowych wysiedleń Polaków z Wilna trafiła do Torunia, gdzie studiowała historię oraz podjęła pracę na Uniwersytecie Mikołaja Kopernika. Studia ukończyła w 1949 roku, w 1951 uzyskała stopień doktora nauk humanistycznych. Tematem jej rozprawy był Stosunek Kazimierza Jagiellończyka do Torunia w czasie wojny trzynastoletniej, a promotorem Konrad Górski.
W latach 1949–1951 pracowała jako nauczyciel w II Liceum Ogólnokształcące w Toruniu. W 1951 roku zrezygnowała z pracy na UMK i objęła stanowisko kierownika Archiwum Państwowego w Toruniu. W 1965 roku ponownie podjęła pracę w Katedrze Archiwistyki i Nauk Pomocniczych Historii UMK. Objęła też funkcję kierownika Archiwum UMK, którą pełniła do 1976 roku. W roku 1971 uzyskała habilitację na podstawie rozprawy Archiwum Ziem Pruskich. W 1980 roku przeszła na emeryturę.
Była żoną Mariana Biskupa.

## Publikacje
- Rozwój przestrzenny miasta Gołdapi (1962)
- Rola Torunia w Związku Pruskim i wojnie trzynastoletniej w latach 1440-1466 (1965)
- Archiwum Uniwersytetu M. Kopernika w Toruniu (1948-1968) (1969)
- Chronologia zjazdów stanów Prus Królewskich (1973)
- Słownik biograficzny archiwistów polskich. T. 1, 1918-1984 (1988, redakcja, ISBN 83-01-07688-7)